# 伊万诺夫卡村委员会 (结雅区)
伊万诺夫卡村委员会（俄语：Ивановский сельсовет）是俄罗斯联邦阿穆尔州结雅区所属的一个村委员会。其下辖有1个居民点，行政中心为伊万诺夫卡。据2016年统计，该村委员会的人口为316人。